# Zane Kaluma
Zane Kaluma (Riga, 3 dicembre 2004) è una slittinista lettone.

## Biografia

### Carriera sportiva

#### Stagioni 2018-2023
Iniziò a gareggiare per la nazionale lettone nel singolo nella categoria giovani, prendendo parte alla Coppa del Mondo di categoria nel 2017/18 terminata al trentunesimo posto in classifica finale; le due stagioni seguenti giunse rispettivamente in diciottesima ed in undicesima posizione in Coppa e prese altresì parte ai Giochi olimpici giovanili di Losanna 2020 conclusi all'undicesimo posto ed ai campionati mondiali juniores di Oberhof 2020 in cui si piazzò diciottesima.
La Federazione internazionale, a causa della pandemia di COVID-19 decise di annullare l'intera stagione 2020/21 per quanto concerne le gare delle classi giovani e juniores, conseguentemente la Kaluma non partecipò ad alcuna competizione. L'annata successiva terminò al sesto posto nella graduatoria della Coppa del Mondo juniores, partecipò inoltre agli europei di categoria di Bludenz 2022, dove conquistò la medaglia di bronzo nel singolo e quella d'argento nella gara a squadre, ed ai mondiali juniores di Winterberg 2022, in cui giunse tredicesima nella prova individuale e terza in quella della staffetta. La stagione seguente, sempre nel singolo, si piazzò settima in classifica di Coppa, sedicesima nel competizione continentale di Altenberg 2023 e fu nona in quella iridata di Bludenz 2023, occasione in cui colse inoltre il terzo posto nella gara a squadre.

#### Stagioni 2024-2025

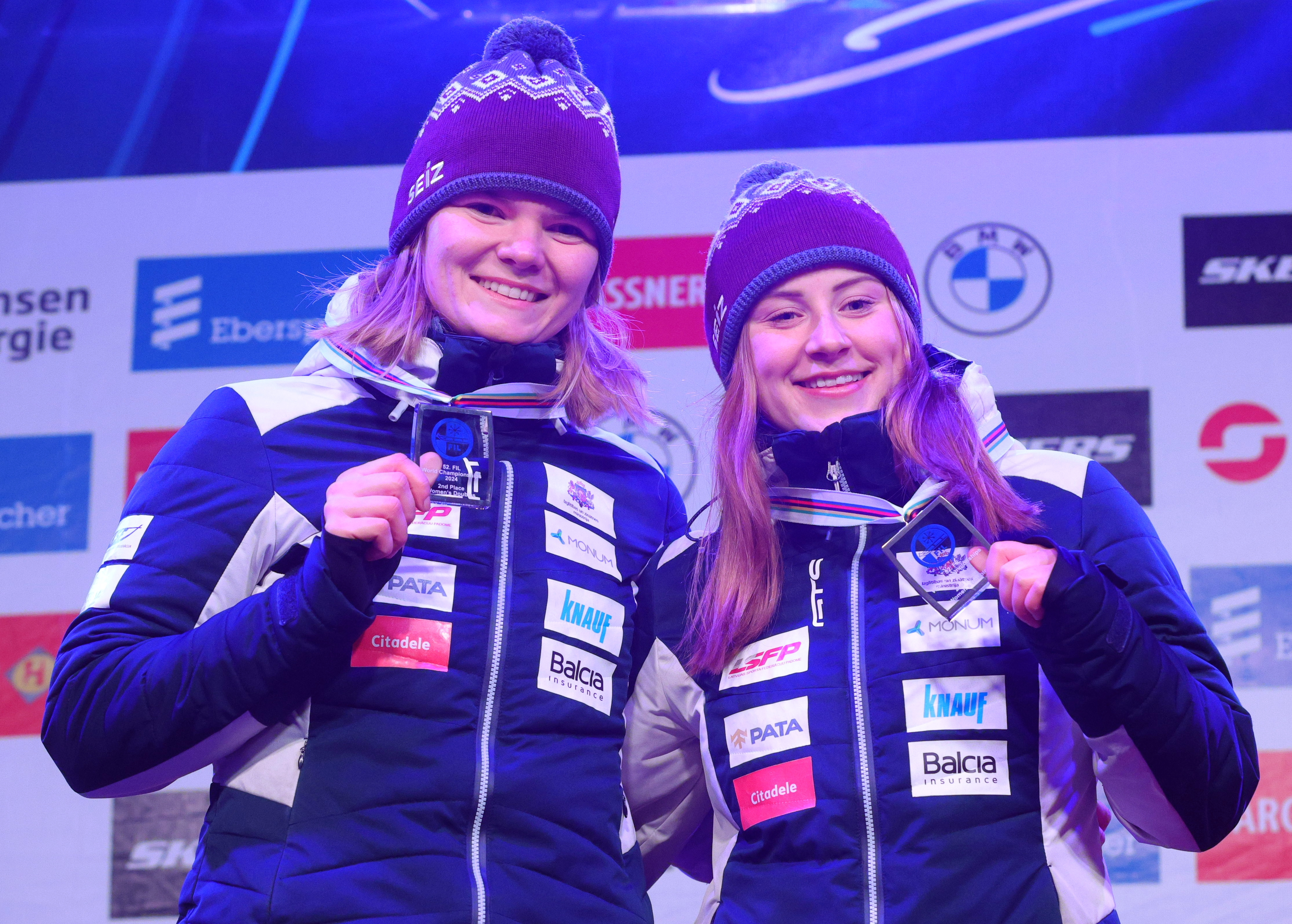
Kaluma (a destra) e Upīte con la medaglia d'argento conquistata nel doppio ai mondiali di Altenberg 2024.

Anche nella stagione 2023/24 avrebbe dovuto gareggiare unicamente nel singolo nella categoria juniores, ma a seguito di un incidente occorso a Sanija Ozoliņa nelle prove della tappa di Coppa del Mondo a Whistler che la costrinse ad abbandonare anzitempo la carriera sportiva, fu aggregata alla squadra maggiore facendo quindi il suo esordio nella disciplina del doppio il 6 gennaio 2024 in coppia con Anda Upīte a Winterberg, occasione in cui concluse la gara al settimo posto; la settimana seguente, nella tappa valida anche come campionato europeo di Innsbruck 2024, terminò quarta nella prova a coppie e debuttò a livello assoluto anche nel singolo giungendo sedicesima, posizione che le valse la sesta piazza nella speciale classifica riservata alle atlete under 23; prese quindi parte ai mondiali di Altenberg 2024 e, nonostante le pochissime discese effettuate insieme alla compagna, riuscì a conquistare tre medaglie nelle tre competizioni disputate: quelle d'argento nel doppio e nel doppio sprint e quella di bronzo nella gara a squadre; interruppe brevemente il sodalizio con la Upīte per tornare a gareggiare a livello junior nel singolo agli europei ed ai mondiali di categoria, cogliendo rispettivamente la terza posizione nel singolo e la vittoria nella gara a squadre a Sankt Moritz 2024 e l'ottava piazza nell'individuale e la quinta nella staffetta a Lillehammer 2024. Ritornò nel circuito maggiore per le ultime due tappe stagionali sul tracciato casalingo di Sigulda, conquistando il suo primo podio in Coppa del Mondo grazie al secondo posto nella prova a squadre il 3 marzo 2024; in classifica generale si piazzò in ventiduesima posizione nel singolo ed in tredicesima nel doppio.
Nell'annata seguente salì per la prima volta su un podio di Coppa nella specialità del doppio, giungendo terza il 7 dicembre 2024 ad Innsbruck -risultato poi bissato anche a Yanqing nell'ultima tappa del calendario- e concluse al quarto posto della classifica generale nella prova a coppie ed al trentesimo in quella del singolo; colse la sesta piazza nel doppio e la quarta nella gara a squadre nella rassegna continentale di Winterberg 2025, mentre in quella iridata di Whistler 2025 fu settima sia nel doppio sia nella neonata specialità della staffetta mista doppio, insieme alla Upīte ed ai connazionali Eduards Ševics-Mikeļševics e Lukass Krasts. Chiuse altresì in tredicesima posizione nella graduatoria di Coppa del Mondo juniores nel singolare prendendo parte alle ultime due tappe del circuito, entrambe sul tracciato di Sigulda, la prima delle quali valida anche per l'assegnazione del titolo europeo di categoria dove conquistò la medaglia d'oro nel singolo e quella d'argento nella prova a squadre.

## Palmarès

### Mondiali
- 3 medaglie:
  - 2 argenti (doppio, doppio sprint ad Altenberg 2024);
  - 1 bronzo (gara a squadre ad Altenberg 2024).

### Mondiali juniores
- 2 medaglie:
  - 2 bronzi (gara a squadre a Winterberg 2022; gara a squadre a Bludenz 2023).

### Europei juniores
- 6 medaglie:
  - 2 ori (gara a squadre a Sankt Moritz 2024; singolo a Sigulda 2025);
  - 2 argenti (gara a squadre a Bludenz 2022; gara a squadre a Sigulda 2025);
  - 2 bronzi (singolo a Bludenz 2022; singolo a Sankt Moritz 2024).

### Coppa del Mondo
- Miglior piazzamento in classifica generale di Coppa del Mondo nel singolo: 22ª nel 2023/24.
- Miglior piazzamento in classifica generale di Coppa del Mondo nel doppio: 4ª nel 2024/25.
- 3 podi (2 nel doppio, 1 nelle gare a squadre):
  - 1 secondo posto (nelle gare a squadre);
  - 2 terzi posti (tutti nel doppio).

### Coppa del Mondo juniores
- Miglior piazzamento in classifica di Coppa del Mondo juniores nel singolo: 6ª nel 2021/22.

### Coppa del Mondo giovani
- Miglior piazzamento in classifica di Coppa del Mondo giovani nel singolo: 11ª nel 2019/20.